# 克莉丝汀饼屋

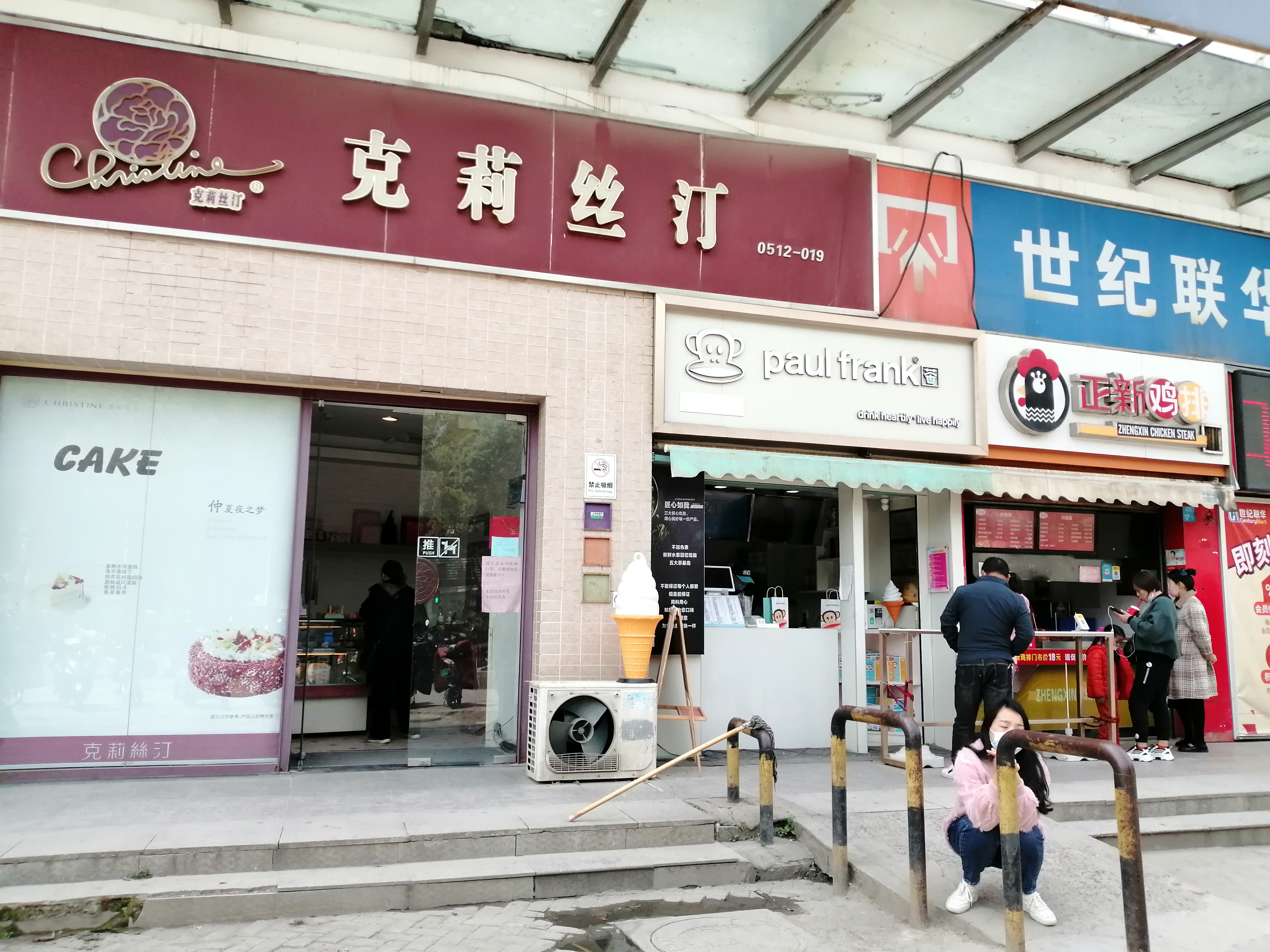
江苏省苏州市的门店（已结业）

克莉絲汀國際控股有限公司，簡稱克莉絲汀國際控股、克莉絲汀國際，克莉絲汀，以及克莉丝汀饼屋（英語：Christine International Holdings Limited, 港交所除牌前：1210），是一家西饼连锁企业，也是中国最大的面包西饼以及烘焙產品连锁企业，于1993年由台商罗田安所创办于上海。主要生产销售蛋糕、面包、西点、月饼、饼干，是上海烘焙业的龙头企业，饼屋遍及江苏省、浙江省、安徽省马鞍山市，鼎盛时直营店超过800家。
克莉絲汀曾計劃在臺灣證券交易所上市，但由於受資金限制，最終選擇在香港交易所主板上市，日期為2012年2月23日，招股價為介乎1.6元至2.22港元，發售股份為250,000,000股，集資額為5.55億港元。
總部位於上海市普陀區金沙江路33號，以及香港銅鑼灣勿地臣街1號時代廣場二座36樓。最大策略投資者為丸紅株式會社，持有12.6%股權。

## 创立背景
罗田安从1982年起在台湾开始倒卖牛仔裤，事业越做越大，逐渐发展成服装连锁店。1980年代末至1990年代中期，迅速积累起财富的罗田安在台湾开设了十几家各类公司，涉及服装、餐饮、教育、建筑、证券、运输、食品、煤矿等多个行业，罗田安身兼十几家企业董事长，为他带来了数以亿计的财富。
好景不长，由于投资过于庞杂与散乱，在1997年亚洲金融危机来临之际出现了资金链断裂，罗田安在台湾开设的十几个企业相继歇业，仅存一个新竹科学园区落户苗栗县的教育项目。在大陆投资的十几个项目除了游走在倒闭边缘的克莉丝汀饼屋外其余均亏损或倒闭。

## 东山再起
1999年，遭遇破产的罗田安带着借来的少量资金投入上海的克莉丝汀厂房，第二年在上海闵行区建设了一家2600平方米的专业工厂，将面包、蛋糕与西点集中生产，形成「中央厨房」式的配送模式，以确保产品的质量与物流速度。2007年，克莉丝汀引进6条「智能生产线」，实现了从投料到包装的全程智能化操作。克莉丝汀饼屋的的食品自动化工厂已达到世界级水准。
2008年起，克莉丝汀逐步用植物胚芽乳替代动物乳作为西饼的制作原料。2010年，克莉丝汀计划开设乳业生物技术的国家级实验室，对其主打的γ-氨基丁酸（GABA）胚芽乳进行研究。南京克莉丝汀食品公司以开始着手筹建食品类国家级实验室。为了引进GABA胚芽乳技术，克莉丝汀已在南京市江宁经济技术开发区建立了中国最大的烘焙基地，也是中国第一个大型GABA生物科技产品基地。
2009年，克莉丝汀收购了成立於1998年的蛋糕連鎖店丹比。2012年2月23日，克莉丝汀在香港联交所成功上市，全球共发行250,000,000股，每股发行价为1.60港元，共募集资金约3.4亿港元，成为内地首支上市的烘焙企业。
克莉丝汀是2001年APEC会议、2005年全国运动会、2005年世界乒乓球赛、2007年科学家远赴南极调研、2007年特奥会、2008全球华人篮球锦标赛、2008年奥运会（上海足球赛）的食品供货商，以及2010年上海世博会项目赞助商及糕点面包指定供货商。

## 陷入危机
克莉丝汀上市一段時間後，创始人罗田安與公司非执行董事林煜不和。2017年11月17日，罗田安被罢免董事职位。2018年11月，罗田安的首席執行官一職由朱永宁接任。後來罗田安又指控朱永宁通过非法手段获得股权和投票权。
2020年4月，该公司发布年报，其收入为5.49亿元人民币，同比减少约17.34%；净利润为-2.07亿元人民币，亏损面同比减少约10.98%，门店数量净减少110家，为连续第7年亏损。2019年时，门店总数从2018年底的586家减少至476家。2022年7月，多家克莉丝汀饼屋门店出现仍未恢复营业的情况，部分克莉丝汀员工反映被欠薪已有一段时间，门店房东也被拖欠房租。该公司的商务信用评级已被評为“D级”。克莉丝汀饼屋创始人罗田安表示尚有價值約2.5亿人民币的预付消费券需要兌付。2022年8月1日起，克莉丝汀120余家沿街店铺陆续恢复正常营业，地铁门店今后将不再营业。同时，消费者手中的预付卡券可以不受任何限制如常使用。
2023年3月，上海克莉丝汀食品有限公司因被拖欠房租被徐汇区人民法院列为被告。此前在2022年12月，克莉丝汀全线门店暂停营业。根据公司公告，由于2022年的疫情影响，克莉丝汀在支付店铺租金、供应商货款、员工薪酬方面出现延误，截至2023年2月28日，拖欠金额约为人民币5700万元。由于拖欠货款，若干供应商已展开法律程序，冻结了集团的银行账户，被冻结金额约人民币350万元至人民币400万元。克莉丝汀目前已经通过贷款、变卖资产等方式补充现金流，计划於2023年上半年恢復營業。而克莉丝汀执行董事朱永宁的妻子袁某在南京市玄武区所购得的一套别墅也被司法拍卖。4月3日，公司股份停牌，以待刊發2022年年度業績公告。
2023年6月，克莉丝汀发布公告称，公司全资附属公司上海克莉丝汀食品拟向中国商人周强玲出售位于上海的两处物业。其后创始人罗田安因质疑目前管理经营者的账目问题，向香港警务处进行报案。
2024年退市，2025年申请破产清算。

## 連結
- Christine.com.cn （页面存档备份，存于）